# ヤセイカンラン

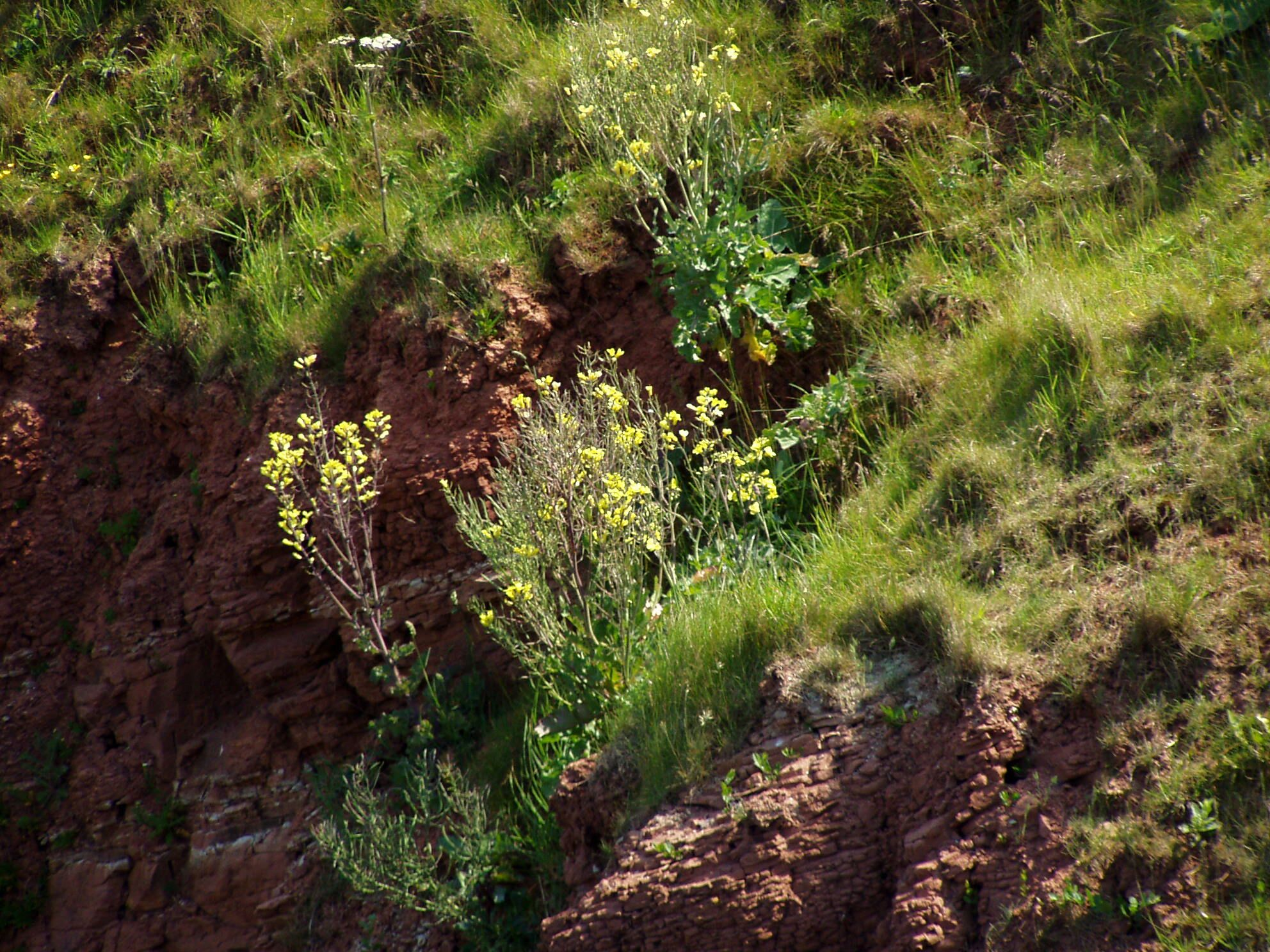
開花したところ ドイツヘルゴラント島にて

ヤセイカンラン（野生甘藍、英語：wild cabbage、学名：Brassica oleracea L.）は、アブラナ科アブラナ属の野草。

## 特徴
西ヨーロッパの地中海からイギリスにかけて分布し、海岸付近の石灰岩崖地を好んで自生する。背の高い二年生植物で、初年度に大きな葉を延ばし、水分と養分を蓄えながら、ロゼットで越冬する。翌春、蓄えた養分で高さ1～2mの花穂を伸ばし、黄色い花を咲かせる。
自家不和合性を持ちヘテロ接合性が高く純系となり難いため、葉の形や大きさ、草型が著しく変化する。この性質が、多様な野菜を生んだ要因と見られている。また自生地の石灰岩海岸の土壌と異なる肥沃土壌で栽培すると非常に大きくなる。近縁に、イタリアに自生する Brassica robertiana J.Gay や B. cretica Lam があり、品種改良の過程で導入されたものと推測されている。

## 変種
古代よりイベリア人が、主に薬草として利用していたとみられ、後にケルト人に伝わり、キャベツをはじめとする様々な野菜の原種となった。
以下の野菜類は、本種の変種である。
- B. oleracea var. acephala - ケール
- B. oleracea var. alboglabra - カイラン
- B. oleracea var. botrytis - カリフラワー、ロマネスコ
- B. oleracea var. capitata - キャベツ
- B. oleracea var. gemmifera - メキャベツ
- B. oleracea var. gongylodes - コールラビ
- B. oleracea var. italica - ブロッコリー